# Stolthet och fördom och zombier
Stolthet och fördom och zombier (originaltitel: Pride and Prejudice and Zombies) är en roman från 2009 av Seth Grahame-Smith, baserad på Jane Austens klassiska roman Stolthet och fördom från 1813. Den filmatiserades 2016 med titeln Pride and Prejudice and Zombies, med Lily James och Sam Riley i huvudrollerna.
Romanen gavs ut i april 2009 på det amerikanska förlaget Quirk Books och lyckades efter en vecka ta sig in på tredje platsen på New York Times bestsellerlista.

## Handling
En mystisk farsot drabbar den lugna lilla orten Meryton och de döda börjar återvända ifrån sina gravar. De ninjatränade döttrarna Bennet, med den hetlevrade Lizzy i spetsen, är fast beslutna att utrota de blodtörstande zombierna. Hon distraheras dock av den arrogante mr Darcys ankomst till byn..